# すくすく子育て
『すくすく子育て』（すくすくこそだて）は、NHK教育テレビ→NHK Eテレで2003年4月11日から放送されている育児関連の情報番組である。主に乳幼児の子育てに関する情報を提供している。視聴者から寄せられた育児に関する悩みや疑問をテーマに、各界の専門家とともによりよい子育てについて考える。

## 出演者

### 現在
- りんたろー。（EXIT、2024年4月6日 - ）
- 丸山桂里奈（2024年4月6日 - ）

### ナレーション
- 笠間淳（2016年4月9日 - ）
- 加納千秋（2012年12月30日 - ）

### 過去
- セイン・カミュ（2003年4月 - 2005年3月）
- 奥山佳恵（2003年4月 - 2005年3月）
- つるの剛士（2005年4月 - 2008年3月）
- 天野ひかり（2005年4月 - 2008年3月）
- 照英（2008年4月 - 2013年3月）
- つのだりょうこ（2008年4月 - 2012年3月）
- くわばたりえ（クワバタオハラ）（2012年4月 - 2013年12月14日、2014年3月15日 - 2015年6月27日、2015年9月19日 - 2016年3月26日[1]）
- 水内猛（2013年4月 - 2016年3月26日[1]）
- 山根良顕（アンガールズ）（2016年4月9日 - 2019年3月30日）
- 優木まおみ（2016年4月9日 - 2019年3月30日）
- 古坂大魔王（2019年4月6日 - 2024年3月31日）
- 鈴木あきえ（2019年4月6日 - 2024年3月31日）

#### 代理司会
優木が2017年1月28日放送分を最後に産前産後休暇へ入ったため、優木の休暇期間中には、以下の女性タレントが山根と共に司会を担当した。
- 浜島直子（2017年2月4日・2月11日放送分）
- ギャル曽根（2017年2月18日・2月25日放送分）
- スザンヌ（2017年3月4日・3月11日放送分）
- 三倉佳奈（2017年4月8日・4月15日放送分）
- 小原正子（クワバタオハラ）（2017年4月22日・4月29日放送分）

## スタッフ
- キャラクターデザイン／CG制作 リトルコチカ・鈴木沙織
- 技術 三井田芳明
- 音響効果 磯田正文
- 美術 倉持叡子
- ディレクター 間瀬雄亮
- 制作統括 紀平延久
- 制作 NHKエデュケーショナル
- 制作著作 NHK

## 現在放送されている内容
- その日の話題
- これも知りたい (2011年4月-)
- すくすく写真館 (2011年4月-)
- すくすくデビュー (2015年4月-)
- すくすくポイント (2016年4月-)
- すくすく子育てXウワサの保護者会 （2018年5月26日） - ちゃんと知りたい！子どもの発達障害[2]
- すくすく子育てXウワサの保護者会 （2018年6月2日） - 質問スペシャル(1)
- すくすく子育てXウワサの保護者会 （2018年6月9日） - どこまで関わる？孫育て
- すくすく子育てXウワサの保護者会 （2018年6月16日） - どうする？イヤイヤ期

## 過去に放送されたコーナー
- デジ撮るキッズ (2005年4月 - 2008年3月)
- ほっぺ写真館 (2008年4月 - 2011年3月)
- ほっぺちゃんショートアニメ (2008年4月-2010年3月)
- ほっぺ575 (2010年4月 - 2011年3月)
- りょうこの手遊び歌 (2008年4月 - 2011年3月)
- ナイスパパへの道 (2008年4月 - 2011年3月)
- 私の子育て (2012年4月 - 2014年3月)
- すくすく575 (2011年4月 - 2015年3月)
- すくすくチャージ (2014年4月 - 2016年3月)

## その他
司会者の交代に伴って番組や公式ウェブサイトのリニューアルが行われることが多かったが、2011年4月には司会者の交代なしで番組が大幅にリニューアルされた。司会者の交代は男女同時に行われることが多かったが、2012年4月には女性司会者のみ、2013年4月には男性司会者のみの交代が行われた。
2008年の4月のリニューアルに際して、番組キャラクターとして、ほっぺちゃんが登場した。
ショートアニメや、ほっぺ写真館での音楽など当初はかなりプッシュされていたが、徐々に新作アニメーションが作られなくなるなど扱いが悪くなり、2010年4月にはショートアニメがなくなり、ほっぺ575にコーナー変更され、2011年4月には完全に番組から消えた。

## 放送時間
本放送
- 土曜 午後9時 - 9時29分
- 土曜 午後12時30分 -13時 (2023年4月から)

再放送
- 翌週土曜 午後0時 - 0時29分（2018年4月から2022年3月まで）
- 木曜　午前11時20分　-11時50分(2023年4月から)

## 関連番組
- 母親から教師から（1959年1月 - 1965年4月）
- おかあさんの勉強室（1965年4月 - 1990年3月）
- 育児カレンダー（1990年4月 - 1992年4月）
- すくすく赤ちゃん（1992年4月 - 1999年4月）
- すくすくネットワーク（1999年4月 - 2003年3月）
- まいにちスクスク（2002年4月 - ）
- となりの子育て（2009年4月 - 2011年3月）
- ウワサの保護者会（2015年4月 - 2022年3月）